# Lembach im Mühlkreis
Lembach im Mühlkreis är en ort och kommun i Österrike. Den ligger i distriktet Rohrbach i förbundslandet Oberösterreich, 180 kilometer väster om huvudstaden Wien. 
Kommunen består av åtta orter (Ortschaften) (inom parentes invånarantal 1 januari 2024):

- Atzesberg (41)
- Feichten (38)
- Graben (15)
- Lembach im Mühlkreis (1 341)
- Lug (10)
- Oberlembach (22)
- Obernort (29)
- Volkersdorf (16)